# 京急文庫タクシー
京急文庫タクシー株式会社（けいきゅうぶんこタクシー）は、横浜市金沢区を中心に営業する、京急グループのタクシー会社である。京浜急行電鉄100%出資の子会社である。

## 概要
- 本社・営業所　横浜市金沢区福浦2-15-2
- タクシー50両
- 使用車両、クラウンコンフォート生産終了の為、トヨタシエンタに車両替えが進んでいる。
- 2019年4月、休眠車だった「4114」「4117」「4149」が稼働を開始した。

## その他
- 1954年1月に文庫タクシー株式会社として設立。1965年9月に京急文庫タクシー株式会社に社名変更した。
- タクシー無線に他3社と共に、世界で初めてデジタル式を導入。
- かつては「文タク」と呼ばれていた。

- 平成30年7月9日、振り込め詐欺の被害を未然に防止したとして、金沢警察署は京急文庫タクシーの乗務員へ感謝状を贈呈した。